# Wielkie Bitwy (seria monet)
Seria Wielkie Bitwy obejmuje srebrne monety kolekcjonerskie oraz obiegowe okolicznościowe o nominale 2 złote ze stopu Nordic Gold. Narodowy Bank Polski zainaugurował tę serię w 2010 roku. Jej celem jest przedstawienie wielkich bitew oręża polskiego. Pierwsze monety serii upamiętniły 600–lecie bitwy pod Grunwaldem i 400–lecie bitwy pod Kłuszynem.

## Lista monet seriiWielkie Bitwy
Zarówno awers, jak i rewers monet srebrnych próby 925 o nominale 10 złotych jest zmienny. Stałymi elementami awersu jest orzeł, rok wprowadzenia monety do obiegu, nominał i napis Rzeczpospolita Polska. Rewers przedstawia historię jednej z bitew.
Awers monet ze stopu CuAl5Zn5Sn1 (Nordic Gold) przedstawia orła, rok wprowadzenia do obiegu, nominał (2 złote) oraz napis Rzeczpospolita Polska. Na rewersie z kolei przedstawiona jest bitwa polskiego oręża.
| Moneta            | Nominał    | Stop        | Średnica                | Masa    | Data emisji  | Nakład    | Wizerunek monety |
| ----------------- | ---------- | ----------- | ----------------------- | ------- | ------------ | --------- | ---------------- |
| Grunwald          | 10 złotych | Ag 925      | 40,00×26,00 mm (elipsa) | 14,14 g | 2 lipca 2010 | 60 000    | awers i rewers   |
| Kłuszyn           | 10 złotych | Ag 925      | 40,00×26,00 mm (elipsa) | 14,14 g | 2 lipca 2010 | 60 000    | awers i rewers   |
| Grunwald, Kłuszyn | 2 złote    | CuAl5Zn5Sn1 | 27,00 mm                | 8,15 g  | 1 lipca 2010 | 1 400 000 | rewers           |